# Nouhaila Benzina
Nouhaila Benzina   (Kenitra, 11 de maig de 1998) és una futbolista marroquina que juga en la posició de defensa a l'Association Sportive des Forces Armées Royales i a la selecció del Marroc.
El 30 juliol de 2023 va passar a la història en ser la primera futbolista que va jugar amb hijab a la Copa del Món Femenina en el partit que el seu equip va guanyar per 1-0 contra la selecció de Corea del Sud. Benzina va ser criticada per aquest fet per alguns mitjans de comunicació francesos com L'Équipe. És considerada un model a seguir per a les futbolistes musulmanes.